# La cera virgen
La cera virgen es una película española de 1972, de género musical. Muestra la hipocresía moral de la España rural en la época del franquismo en decadencia. Pero su mensaje no sólo cumple este objetivo en dicho contexto, sino que trae una enseñanza válida para todos los seres humanos en cualquier época.
La discriminación de la mujer en la sociedad es un aspecto esencial abordado por la película.